# Liste des devises non officielles de la Pologne
La Pologne n'a pas de devise officielle d'État — c'est-à-dire, pas de devise reconnue comme telle par la loi nationale polonaise.
Cependant, certaines expressions ou formules apparaissent couramment sur les bannières, drapeaux et autres symboles de l'État polonais ; ou sont communément considérées comme les symboles de la Pologne.
- Jeszcze Polska nie zginęła (« La Pologne n'est pas encore perdue ») : premier vers de l'hymne national polonais ;
- Bóg, Honneur, Ojczyzna (« Dieu, Honneur, Patrie[1] ») :  l'expression la plus courante sur les bannières militaires polonaises ;
- Za wolność naszą i Waszą (« Pour notre liberté et la vôtre[2] ») :  l'histoire de cette citation remonte à l'époque où les soldats polonais, exilés après les partages de la Pologne, combattaient dans les différents mouvements d'indépendance à travers le monde[3] ;
- Żywią i bronią (orthographe ancienne : Żywią y bronią, « Ils se nourrissent et défendent ») : la citation se trouve sur les étendards militaires de l'insurrection de Kościuszko et du Bataillon Paysan, une devise du mouvement paysan patriotique polonais et des partis paysans (populaires) ;
- Pro Fide, Lege et Rege (« Pour la foi, la loi et le roi ») : devise de la République des Deux nations au XIIIe siècle et de l'Ordre de l'Aigle blanc ;
- Nic o nas, bez nas (« Rien sur nous, sans nous ») : dérive du titre de la Constitution Nihil novi de 1505, qui établit la démocratie nobiliaire en Pologne-Lituanie. Dans un contexte moderne, cette citation permet aussi d'exprimer une certaine frustration face au sort de la Pologne lorsque celui-ci est déterminé par des puissances étrangères — notamment dans le cadre des partages de la Pologne, du Congrès de Vienne, et de la « trahison de l'Ouest » ;
- Żeby Polska była Polską (« Que la Pologne soit la Pologne ») : citation issue d'une chanson écrite en 1976 par Jan Pietrzak. La chanson était considérée comme une expression de la lutte contre le régime communiste en Pologne et du soutien au mouvement Solidarność dans les années 1980. La reine Elizabeth II elle-même a prononcé ces mots en polonais dans un discours cimentant le rétablissement de l'amitié anglo-polonaise après la fin du communisme ;
- Nie ma wolności bez Solidarności (« Il n'y a pas de liberté sans solidarité ») : l'une des devises des grèves de 1980 à Gdańsk et dans toute la Pologne, reprise ensuite par le Syndicat autonome indépendant Solidarność.